# Asócio III da Arménia
Asócio III (em latim: Asotius; em grego: Ασώτιος; romaniz.: Asṓtios; em armênio: Աշոտ; romaniz.: Ašot), chamado o Piedoso (em armênio/arménio: Ողորմած; romaniz.: Vołormats) foi um príncipe da Arménia da Dinastia Bagratúnio, tendo governado entre 951 e 977. Foi antecedido no governo por Abas I da Arménia e foi sucedido pelo governo de Simbácio II da Arménia.[carece de fontes?]

## Nome
Asócio (Asotius; Ασώτιος, Asṓtios) é a forma latina e grega do armênio Axote (Աշոտ, Ašot), cuja origem é desconhecida. Foi registrado em árabe como Axote (آشُوط, ʔāšūṭ) e em georgiano como Axote / Axoti (აშოტ(ი), Ašoṭ(i)).

## Reinado
Abas morreu em 952 e assim seu filho Asócio III tornou-se o novo rei, durante seu reinado, a Armênia se dividia em sete reinos, ao norte estavam as autoridades nominais dos bizantinos enquanto que os reinos ao sul pagavam tributos aos muçulmanos, essa situação prevaleceu até a metade do século seguinte.
O reinado de Asócio marcou o apogeu da Armênia medieval, com maior interesse em aplicar seus recursos em grandes projetos de construções. Asócio relocou a capital  permanentemente para Ani e também patrocinou a relocação do Catolicato armênio para a cidade próxima de Argina. Suas ações filantrópicas, que o fizeram ser chamado de "O piedoso", foram exageradas por sua esposa, a rainha Khosrovanuysh que fundou os monastérios de Sanahim em 966 e Halbate em 976, decorados com retratos de seus dois filhos,  estes lugares tornaram importantes centro de cultura e ensino da Armênia medieval. Contava-se que Asócio III era tão caridoso que jamais tinha uma refeição sem antes enviar algo para os pedintes para que compartilhassem da refeição com ele.
Neste período de grande estabilidade e segurança, a tendência na Armênia foi dividir o país entre os príncipes, então em 962/3, Asócio estendeu a realeza e um reino próprio para seu irmão Musel, de modo que este se tornou o governador da cidade de Carse, a residência principal da casa real. O reino de Carse passou para o filho de Musel, Abas (984 - 1029) e neto Cacício Abas (1029 - 65).
Depois da morte de Asócio III, seu filho mais velho Simbácio II da Arménia tornou-se o novo rei.